# ناسنفلس
ناسنفلس (به آلمانی: Nassenfels) یک شهر در آلمان است که در آیشتت واقع شده‌است.

## خصوصیات
ناسنفلس ۱۸٫۴۶ کیلومترمربع مساحت دارد ۴۰۰ متر بالاتر از سطح دریا واقع شده‌است.